# روي كار
روي كار (بالإنجليزية: Roy Carr)‏ هو صحفي بريطاني، ولد في 1945 في بلاكبول في المملكة المتحدة، وتوفي في 1 يوليو 2018.

## وصلات خارجية
- روي كار على موقع ميوزك برينز (الإنجليزية)